# Alí Akbar Salehí
Ali Akbar Salehi (Karbala, 24 de marzo de 1949) es un diplomático iraní, que se desempeñó como Ministro de Relaciones Exteriores de Irán, entre 2010 y 2013, y en la actualidad es uno de los Vicepresidente de Irán como director de la Organización de Energía Atómica desde 2013, cargo que ya había ocupado entre 2009 y 2010. También fue el representante de su país ante el Organismo Internacional de Energía Atómica.
Estudió Física en la Universidad Americana de Beirut y posteriormente obtuvo un PhD en Ingeniería nuclear en el Massachusetts Institute of Technology. Habla inglés y árabe de manera fluida, además de su natal persa.
Se ha escrito sobre él que es «instrumental en el desarrollo del plan de armas nucleares» iraní.